# Chamaeleo laterispinis
Chamaeleo laterispinis är en ödleart som beskrevs av  Arthur Loveridge 1932. Chamaeleo laterispinis ingår i släktet Chamaeleo och familjen kameleonter. Inga underarter finns listade i Catalogue of Life.